# Mihály Borostyán
Mihály Borostyán (Sajószentpéter, 17 settembre 1956 – Eger, 6 settembre 2005) è stato un calciatore e giocatore di calcio a 5 ungherese.

## Carriera

### Calcio
Giocò per quasi tutta la carriera nel Diósgyőri VTK, con cui ottenne come miglior risultato un terzo posto in campionato nel 1978-1979.

### Calcio a 5
Con la nazionale maschile di calcio a 5 dell'Ungheria, Borostyán ha disputato il FIFA Futsal World Championship 1989 nel quale la selezione magiara è stata eliminata nel girone del secondo turno, comprendente Paesi Bassi, Belgio e Italia. Nel corso della manifestazione Borostyan, il più anziano degli ungheresi, ha realizzato sei reti.